# Trąby powietrzne w Polsce
Wiatry o dużej prędkości wiążą się z kilkoma sytuacjami meteorologicznymi:
- działalnością cykloniczną wynikającą z przechodzeniem głębokich niżów wtórnych przez południowy Bałtyk, powstałych z zafalowań na froncie, zazwyczaj polarnym, w rejonie Wysp Brytyjskich,
- utworzeniem się w rejonach górskich zaburzeń w ogólnej cyrkulacji atmosfery spowodowanych barierą orograficzną gór i stworzenie dogodnej sytuacji dynamicznej do powstania ciepłego, suchego, silnego i porywistego wiatru spadającego z gór – wiatru halnego,
- silnych zjawisk atmosferycznych w rejonie silnej konwekcji (burz) wraz ze znaczącymi uskokami wiatru[1][2].

Charakterystycznym dla trąb powietrznych w Polsce jest wąski pas zniszczeń, odpowiadający w przybliżeniu rozmiarom poprzecznym wiru, zazwyczaj około 200–250 m. W ciągu roku to zjawisko meteorologiczne pojawia się średnio nie więcej niż kilkanaście razy (ok. 8–14). Najczęściej występuje w okresie od maja do sierpnia w godzinach 17:00–20:00.
Zgodnie z prowadzonym przez IMGW monitoringiem trąb powietrznych na obszarze Polski między 1998 a 2010 rokiem najczęściej pojawiają się one w okolicy Opola, a następnie przemieszczają się przez Wyżynę Małopolską i Lubelską, wędrując szerokim pasem, z południowego zachodu na północny wschód przez Równinę Kutnowską, Mazowsze, Podlasie, Pojezierze Mazurskie, i docierając do regionu Suwalszczyzny. W 2012 roku Halina Lorenc z IMGW stwierdziła, że w ostatnich 10 latach w Polsce klimatolodzy zaobserwowali regularniejsze występowanie tego zjawiska. W 2020 roku na terenie całego kraju pojawiło się 15 trąb powietrznych.

## Kalendarium
Wybrane przykłady trąb powietrznych w Polsce:

### Do 1999
- 7 marca 1602 roku trąba powietrzna przeszła przez Oleśnicę, powodując spustoszenie[6][7].
- 10 sierpnia 1819 roku trąba powietrzna pojawiła się w okolicach Mazewa, gdzie uszkodziła kilka budynków, wyrwała z korzeniami drzewa owocowe i uniosła wóz[8].
- 20 lipca 1931 w okolicach Lublina trąba powietrzna zniszczyła budynki o kilkudziesięciocentymetrowych murach, a nawet wywracała załadowane wagony towarowe (wagony o mniejszej wadze niż dzisiejsze, ponieważ były drewniane). Ówcześni naukowcy oszacowali jej prędkość na 110–145 m/s, czyli o sile F5 w skali Fujity, jednak po analizie zdjęć z tamtego okresu widać wyraźnie, że siła wiatru była dużo mniejsza niż sądzono[9]. Trąba zabiła 6 osób i ponad sto raniła. Wyrządzone straty szacowano na 2 miliony ówczesnych złotych[10]. Osobny artykuł: Tornado w Lublinie (1931).
- 20 sierpnia 1946 w okolicach Kłodzka pojawiła się trąba powietrzna, skutkiem czego zniszczone zostały budynki w kilku wsiach. Spowodowała ona także poważne szkody w drzewostanie pobliskich lasów.
- 25 sierpnia 1956 trąba powietrzna, która wystąpiła w okolicach Szczecina, zniszczyła żelbetowe latarnie oraz spowodowała wywrócenie się licznych pojazdów, w tym załadowanych cegłami ciężarówek.
- W dniach 15–16 maja 1958 w okolicach Rawy Mazowieckiej i Nowego Miasta trąby powietrzne dokonały poważnych zniszczeń na obszarze kilkunastu kilometrów kwadratowych. Straty obejmowały m.in. zerwane dachy, uszkodzenia ścian domów oraz zniszczenia w drzewostanie.
- Trąba powietrzna, która wystąpiła 20 maja 1960 w części województw rzeszowskiego i lubelskiego spowodowała bardzo poważne straty w zabudowaniach, komunikacji i leśnictwie. Zniszczeniu uległo wiele linii energetycznych, trakcyjnych i telefonicznych, wiatr spowodował także powalenie licznych drzew na drogi, co sparaliżowało transport. Straty w drzewostanie wystąpiły na obszarze setek hektarów.
- 11 maja 1982 r. przez Lipiny Dolne przeszła silna burza, której towarzyszyła trąba powietrzna, która poczyniła duże zniszczenia w środkowej części miejscowości. W tamtejszym kościele zawaliła się wieża, a w miejscowości Gózd Lipiński wiatr uszkodził remizę strażacką[11].
- 16 czerwca 1987 roku trąba powietrzna przeszła przez osiedle Dojlidy na przedmieściach Białegostoku, powodując uszkodzenia 106 budynków i raniąc kilkanaście osób[12].

### 2000–2007
- 19 sierpnia 2000 roku silna trąba powietrzna przeszła przez miejscowości Rasztów i Stary Kraszew, zrywając dachy, przewracając ściany szczytowe i raniąc kilka osób[13]. Siłę trąby oceniono na F3[14].
- 4 lipca 2002, około godziny 11:40, nad Mazurami przeszedł front szkwałowy oraz trąba powietrzna, który spowodował zniszczenia na znacznych obszarach Puszczy Piskiej.  Osobny artykuł: Wichura na Mazurach (2002).
- 20 sierpnia 2006 między godziną 15:00 a 16:00 w powiecie kraśnickim, na Lubelszczyźnie, wystąpiła trąba powietrzna. Uszkodzonych zostało około 150 budynków. Trąba rozpoczęła się w Kraśniku, przeszło potem nad Zakrzówek i inne miejscowości. W samym Kraśniku nawałnica powaliła kilkadziesiąt drzew i zerwała dachy domów. Kilka kilometrów na północny wschód od miasta poważnie ucierpiało kilka wiosek, w tym Majdan-Grabina, Sulów, Zakrzówek, Studzianki-Kolonia i Józefin. Silna trąba powietrzna przeszła również przez sąsiednie powiaty. Największe straty odnotowano w powiatach lubelskim oraz krasnostawskim.
- 7 września 2006 roku, chwilę po godzinie 17:00 trąba powietrzna o sile F2/T4[15] przeszła przez miejscowość Rumia. Największe straty powstały głównie w gospodarstwach ogrodniczych, gdzie zniszczonych zostało wiele szklarni, zerwane dachy czy zawalony komin na jednym z gospodarstw.
- W dniach 20–22 lipca 2007 nad Polską przeszła fala potężnych trąb powietrznych. Początkowo trąby wystąpiły w województwie śląskim w okolicach Częstochowy. W kilku wsiach powstały duże zniszczenia (Huby, Skrzydlów i Adamów). Wiele domów uległo całkowitemu zawaleniu. W dniu 22 lipca trąby powietrzne przeszły nad Lubelszczyzną, głównie nad Pojezierzem Łęczyńsko-Włodawskim.
- Gwałtowna burza połączona z porywistym wiatrem przeszła w nocy z 23 na 24 sierpnia 2007 nad woj. małopolskim. Na północny wschód od Krakowa, w gminie Koniusza, trąba powietrzna zostawiła kilkukilometrowy pas zniszczeń. Najbardziej ucierpiała miejscowość Niegardów. Wiatr zrywał dachy, niszczył stodoły, łamał drzewa. Obok zniszczonych zabudowań znajdowały się budynki prawie nietknięte przez wiatr, co jest charakterystyczne dla trąby powietrznej.

### 2008
- Silna trąba powietrzna przeszła 16 kwietnia 2008 około godziny 16:20 nad miejscowościami Dolna Grupa i Ciemniki koło Grudziądza (woj. kujawsko-pomorskie). Żywioł poważnie uszkodził 6 domów w Ciemnikach, 1 dom w Dolnej Grupie, pozbawiając dachu nad głową 22 osoby. Trąba przemieszczała się nietypowo, ze wschodu na zachód, podczas gdy zdecydowana większość występujących w Europie trąb powietrznych przemieszcza się z południowego zachodu na północny wschód.
- Silna trąba powietrzna przeszła 18 maja 2008 około godziny 17:00 nad wsią Bolęcin koło Trzebini (woj. małopolskie). Wichura powaliła ok. 70 drzew, zerwała lub uszkodziła 6 dachów w Bolęcinie (3 dachy ze zniszczeniami 50%, reszta drobne uszkodzenia) i 1 w Młoszowej (budynek gospodarczy) oraz przewody elektryczne. Trąba powietrzna osiągnęła pierwszą kategorię w skali siły tego typu zjawiska, co oznacza wiatr o prędkości od 115 do 180 km/h. Obserwacje radarowe ujawniają, że przemieszczała się na północny wschód.
- Trąba powietrzna pojawiła się 23 maja 2008, 10 km na zachód od Nysy, około godziny 18:00 (+/− 15 min). Lej dotknął ziemi na kilkanaście sekund, ale nie wyrządził prawdopodobnie żadnych szkód. Świadkowie twierdzą, że po zaniknięciu tornada, pojawiło się drugie, nie udało się go jednak uwiecznić.
- We wsi Tobołowo, położonej 20 km na południowy wschód od Suwałk, 21 czerwca 2008 około godziny 12:00 przeszła trąba powietrzna. Trąba powietrzna zerwała dach z dwóch budynków gospodarczych, zniszczyła dwa samochody i wyrwała kilka drzew. Naukowcy i łowcy burz stwierdzili, że to było tornado o sile F2 w skali Fujity.
- Trąba powietrzna przeszła 8 sierpnia 2008 koło Wielbarka pod Szczytnem[16].

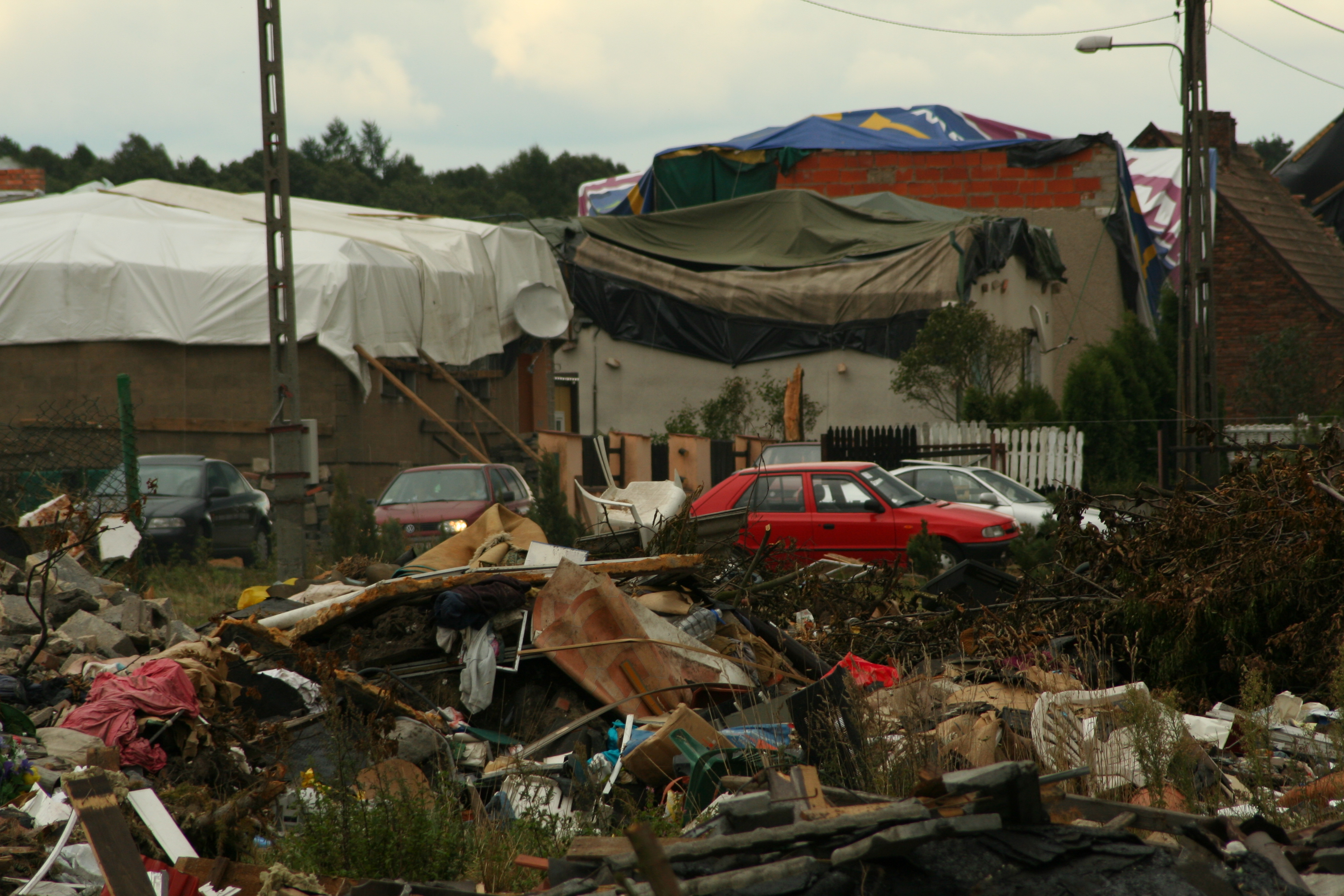
Skutki przejścia jednej z trąb powietrznych 15 sierpnia 2008 r. przez wieś Kalina (województwo śląskie) – fragment miejscowości z największymi uszkodzeniami

- Seria trąb powietrznych w Polsce 15 sierpnia 2008 r.

- 16 sierpnia 2008 w miejscowościach Gołasze-Puszcza, Tybory-Wólka w powiecie wysokomazowieckim, w okolicach Węgrowa oraz w gminie Sterdyń we wschodniej części woj. mazowieckiego wystąpiły silne burze wraz z trąbami powietrznymi o sile F1 do F2. Towarzyszyły im także opady gradu.
- W Ustce 29 sierpnia 2008 ok. godziny 19:35 pojawiła się niewielka trąba powietrzna, a raczej trąba wodna o sile F0 w skali Fujity. Nie spowodowała strat, lecz parę minut po pojawieniu się spadła duża ilość deszczu i niewielkiego gradu[17].

### 2009
- W gminie Olsztynek w województwie warmińsko-mazurskim 31 maja 2009 pojawiła się niewielka trąba powietrzna, która zniszczyła kilka dachów domów[18].
- 8 czerwca 2009 w gminie Piątnica w województwie podlaskim trąba powietrzna zniszczyła murowaną stodołę, budynki i powaliła co najmniej kilkanaście drzew[19].
- 20 czerwca 2009 w Kuniowie (województwo opolskie), pojawił się charakterystyczny lej o skali F0, który nie dotknął ziemi, lecz był bardzo widoczny.
- 25 czerwca 2009 w Mielcu w północno-zachodniej części województwa podkarpackiego przeszła trąba powietrzna. Tornado uszkodziło kilkanaście domów[20].
- 27 czerwca 2009 ok. godz. 13.30 w powiecie nowotarskim przeszła trąba. Uszkodziła 10 budynków[21].
- 30 czerwca 2009 między godz. 18:57 a 19:00 nad Poznaniem zarejestrowana została trąba powietrzna, która nie spowodowała zniszczeń[22].
- 23 lipca 2009 ok. godz. 17:30 w powiecie jaworskim przeszła trąba. Uszkodziła kilka budynków w tym krytą pływalnię „Słowianka”. Zostało uszkodzonych kilka samochodów oraz kilkanaście powalonych drzew[23].
- Trąba powietrzna przeszła 3 września 2009 nad miejscowością Malachin w powiecie chojnickim. Zerwała dachy z budynków, uszkodziła dachy dwóch stodół i trzech budynków gospodarczych. Na szczęście nikomu nic się nie stało[24].

### 2010
- Trąba powietrzna połączona z intensywnym deszczem przeszła 7 maja 2010 późnym popołudniem nad miastem Sępopol. Wichura powaliła setki drzew w mieście, uszkodziła dachy wielu budynków, a towarzyszące jej intensywne opady spowodowały zalania piwnic i garaży w większości budynków.
- Silna trąba powietrzna przeszła 18 maja 2010 przez pięć wsi na Suwalszczyźnie – Pobondzie, Potopy, Rowele, Marianka i Kadaryszki. Uszkodzonych zostało szesnaście obiektów gospodarczych i siedem domów mieszkalnych; mimo sporych zniszczeń nie ucierpieli ludzie[25].
- Trąba pojawiła się 25 maja 2010 nad Sochaczewem w okolicy Trojanowa. Uszkodziła kilka obiektów gospodarczych. Nie było więcej zniszczeń. Ta sama trąba przeszła także nad okolicami Kutna – w Bedlnie zerwało dach z remizy strażackiej[26].
- Trąba powietrzna przeszła 10 czerwca 2010 w Gryfinie połamała drzewa i zniszczyła samochody najbardziej ucierpiała ul. Łużycka[27].

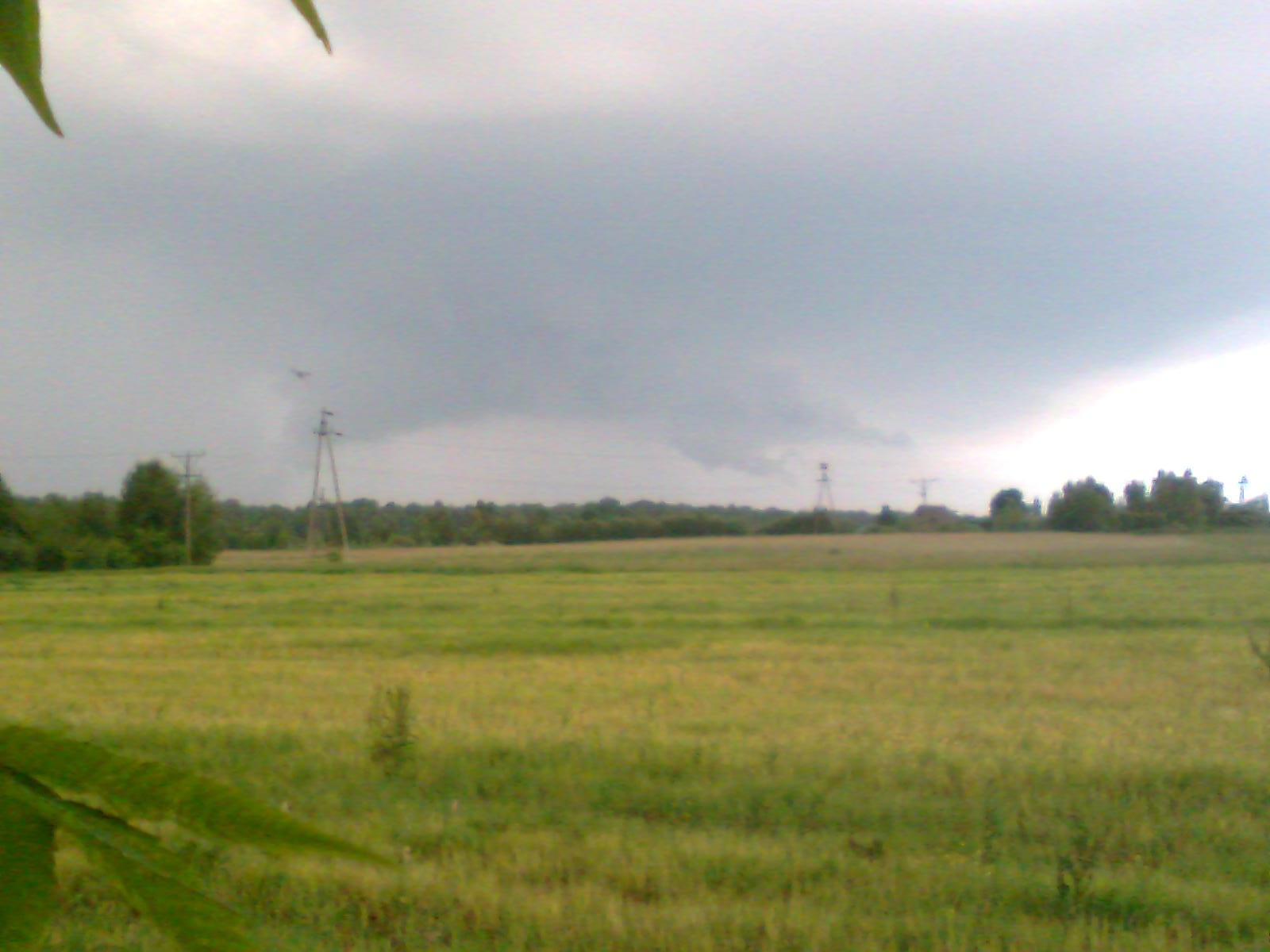
Zanikający lej koło Skaryszewa 12 czerwca 2010

- Trąba pojawiła się 12 czerwca 2010 pod Skaryszewem koło Radomia. Nie zaobserwowano większych szkód. Głównie nawałnica łamała gałęzie, towarzyszyły jej opady gradu.
- 27 sierpnia 2010 roku silne trąby powietrzne przeszły nad województwami łódzkim, mazowieckim i lubelskim. W Woli Rębkowskiej wiatr zerwał dachy i poważnie uszkodził 20 domów. Zerwane zostały linie energetyczne. Na Lubelszczyźnie największe szkody wiatr wyrządził na terenie miejscowości Swaty i Brzeziny pod Rykami. Powalone drzewa uszkodziły sieć trakcyjną linii kolejowej Warszawa – Dęblin. W województwie łódzkim trąba powietrzna zerwała i uszkodziła kilka dachów na budynkach w miejscowościach Regnów Nowy, Annosław i Podskarbice Królewskie. Około godziny 15 na terenie Wielkopolski, powiat słupecki, gmina Lądek, trąba zniszczyła kilka dachów na budynkach mieszkalnych. Dodatkowo trąba połamała drzewa i słupy energetyczne.

### 2011
- 22 maja 2011 roku na terenie województwa wielkopolskiego, dokładnie nieopodal miast Słupca i Koła, pojawiła się trąba powietrzna[28].
- 30 czerwca 2011 roku w Bydgoszczy na osiedlu Szwederowo przeszła trąba powietrzna. Zniszczyła pobliskie garaże i przystanki autobusowe[29].
- 14 lipca 2011 roku w województwie łódzkim (gminy: Białaczów, Żarnów, Paradyż i część gminy Opoczno) przeszła trąba powietrzna. Nie było ofiar w ludziach[30].

### 2012
- 8 lipca 2012 w okolicy Solca Kujawskiego przeszła potężna burza wraz z trąbą powietrzną. 25 drzew przewróciło się na tory kolejowe na trasie Bydgoszcz–Toruń, a ponad 20 zablokowało drogę krajową nr 10 niedaleko wsi Przyłubie. Wichura także wyrządziła szkody w Nadleśnictwie Cierpiszewo należące do gminy Wielkiej Nieszawki i Leśnictwo Ustronie należące do gminy Solec Kujawski[31]
- 14 lipca 2012 nad północną częścią Polski pojawiły się trąby powietrzne. Według specjalistów mogły one osiągnąć siłę F2 (są szkody nawet po F3/T6) w skali Fujity. Straż pożarna odnotowała ponad 450 interwencji. Trąba pojawiła się najpierw w powiecie starogardzkim, gdzie całkowicie lub częściowo pozrywała dachy z przynajmniej kilku domów lub budynków gospodarczych. W miejscowości Wycinki zginął mężczyzna przygnieciony domkiem letniskowym, a cztery inne osoby zostały ranne. Znad powiatu starogardzkiego trąba przeniosła się na teren powiatów kwidzyńskiego i sztumskiego. Najmocniej trąba uderzyła w północno-zachodniej części gminy Osie w powiecie świeckim. Trąba uderzyła również w powiecie tucholskim, gdzie zniszczyła m.in. 520 ha lasu. W ocenie ratowników w województwie kujawsko-pomorskim trąba uderzyła na długości 7–8 kilometrów i szerokości ok. 300 metrów. Bilans strat to ponad 100 uszkodzonych budynków, zniszczone linie elektryczne i powalone drzewa w pasie przejścia trąby. 1 osoba zginęła, a 11 zostało rannych[32][33]. Osobny artykuł: Seria trąb powietrznych w Polsce (2012).

### 2017
- 7 lipca nawałnica spowodowała wielkie szkody m.in. w województwie lubuskim, dolnośląskim, opolskim i śląskim. W województwie opolskim w rejonie Kędzierzyna-Koźle nad miejscowością Landzmierz przeszła trąba powietrzna, która uszkodziła około 20 budynków[34]. Tego samego dnia trąba powietrzna pojawiła się również w województwie śląskim w okolicy Raciborza i Wodzisławia Śląskiego. W Nędzy, Kuźni Raciborskiej i Rydułtowach nawałnica spowodowała duże szkody i zniszczenia drzewostanu, budynków oraz chwilową nieprzejezdność dróg i linii kolejowych[35][36]. 7 lipca 2017 roku około godziny 18.30 nad Nadleśnictwem Rudy Raciborskie przeszedł gwałtowny front atmosferyczny, któremu towarzyszyła trąba powietrzna. Uszkodzeniu uległo około 1500 ha lasu, z czego około 800 ha zostało doszczętnie zniszczonych[37]. Straż pożarna odnotowała w powiecie raciborskim 56, rybnickim 110, zaś w powiecie wodzisławskim 130 interwencji w tym 24 związane z zerwanymi dachami na budynkach mieszkalnych i gospodarczych oraz 93 wiatrołomy. 1300 budynków w całym powiecie wodzisławskim było pozbawionych prądu[36].

### 2018
- 25 czerwca trąba powietrzna zerwała dach z supermarketu, połamała drzewa i uszkodziła zaparkowane samochody na osiedlu Radziwie w Płocku. W przystani żeglarskiej wiatr zepchnął do Wisły kontener, który służył za budkę stróża. Strażacy wydostali na brzeg mężczyznę, który w momencie zdarzenia znajdował się wewnątrz budki[38][39][40][41].

### 2019
- 21 maja trąba powietrzna spustoszyła wsie Stasin oraz Palikije Drugie, Cyganów, Ignaców, Cyganówka i Olszynki w gminie Wojciechów pod Lublinem. Ucierpiało 120 budynków w 42 gospodarstwach[42][43].
- 13 czerwca trąba powietrzna przeszła przez Mikołajki Pomorskie (Powiat sztumski). Szkody wyrządzone przez tę trąbę to uszkodzenie 6 budynków mieszkalnych oraz pozrywane linie energetyczne. Uszkodzona została także gminna oczyszczalnia ścieków. Nikt nie został ranny. [44][45]

### 2020
- 7 czerwca trąba powietrzna uderzyła w Kaniów, wieś w województwie śląskim, uszkodziła 20 budynków. Nikt nie został ranny[46].
- 10 lipca po godzinie 18:00 w Ustroniu Morskim przeszła trąba powietrzna, która porwała 8 domów. Rannych zostało 6 osób, w tym jedno dziecko[47].

### 2021
- 2 maja trąba powietrzna przeszła przez gminę Tereszpol w powiecie biłgorajskim[38].
- 24 czerwca trąba powietrzna przeszła przez miejscowości Librantowa i Koniuszowa w powiecie nowosądeckim. Uszkodzonych zostało 70 budynków: w Librantowej (gm. Chełmiec) – 30 budynków mieszkalnych i 28 gospodarczych, w Koniuszowej – 9 mieszkalnych i 3 gospodarcze. Jedna osoba została ranna[48].
- 14 lipca nad powiatami zawierciańskim, myszkowskim i częstochowskim przeszła seria nawałnic i trąba powietrzna (w miejscowości Koniecpol), która zdewastowała kilkadziesiąt budynków, zrywała dachy i wyrywała drzewa w lasach. W Mełchowie ewakuowano obóz harcerski. Nikt nie został ranny[49][50].
- 5 sierpnia trąby powietrzne przeszły nad Rzeszowem i Józefowem (powiat biłgorajski). W Rzeszowie trąba powietrzna łamała drzewa i konary[51]. W Józefowie trąba powietrzna uszkodziła kilka budynków i wyrywała drzewa z lasów. Trąby powietrzne nie zraniły, ani nie zabiły żadnej osoby[52][53].
- 15 sierpnia na obszarze województwa lubelskiego, w powiecie ryckim, w gminie Kłoczew, w okolicach miejscowości Gózd o godzinie 14:30 przeszła krótkotrwała trąba powietrzna z towarzyszącym jej gradobiciem. Trąba powietrzna uszkodziła budynki, połamała linie energetyczne oraz powaliła dużo drzew. Trąba powietrzna znacznie uszkodziła także lokalne schronisko dla psów. Straty dla schroniska szacowane są na 80 tysięcy złotych[54].

### 2022
- 17 lutego przez województwo lubuskie, wielkopolskie, łódzkie i małopolskie przeszła seria kilkunastu trąb powietrznych (do tej pory ciężko określić liczbę zanotowanych przypadków), związanych z przejściem linii szkwałowej. Niektóre z nich prawdopodobnie osiągnęły siłę F2 w skali Fujity. Najsilniejsza przetoczyła się przez Kraków, gdzie strąciła dźwig budowlany. Niszczące porywy wiatru związane z przechodzącej tej nocy linii szkwałowej przez teren zachodniej, centralnej oraz południowej Polski znacznie przekraczały 100km/h na sporym odcinku. W województwie wielkopolskim w powiecie pleszewskim zadaszenie straciło około 60 domów, natomiast w województwie łódzkim w miejscowości Błaszki zadaszenie straciło kolejne 40 domów. W wyniku trąb powietrznych zginęły 2 osoby, a kilkanaście zostało rannych.[55][56]